# Обильная (станция)
Оби́льная (укр. Обільна) — грузовая и пассажирская станция Приднепровской железной дороги, расположенная в 1 км от села Обильное Мелитопольского района.

## История
- Строительство железной дороги на участке Александровск — Мелитополь началось в 1872 году, а 28 июня 1874 года этот участок вступил в эксплуатацию[2].

- Станция Обильная открылась в 1932 году.

- Около 2007 года была ликвидирована остановка электропоездов на 1213 километре, в непосредственной близости от Обильного, и жители села были вынуждены ходить на станцию Обильную, что было неудобно из-за удалённости станции от села и отсутствия прямой дороги.[3]

## Деятельность
На станции осуществляются:
- продажа пассажирских билетов;
- приём и выдача багажа;
- приём и выдача грузов повагонными и мелкими отправками (имеются подъездные пути).

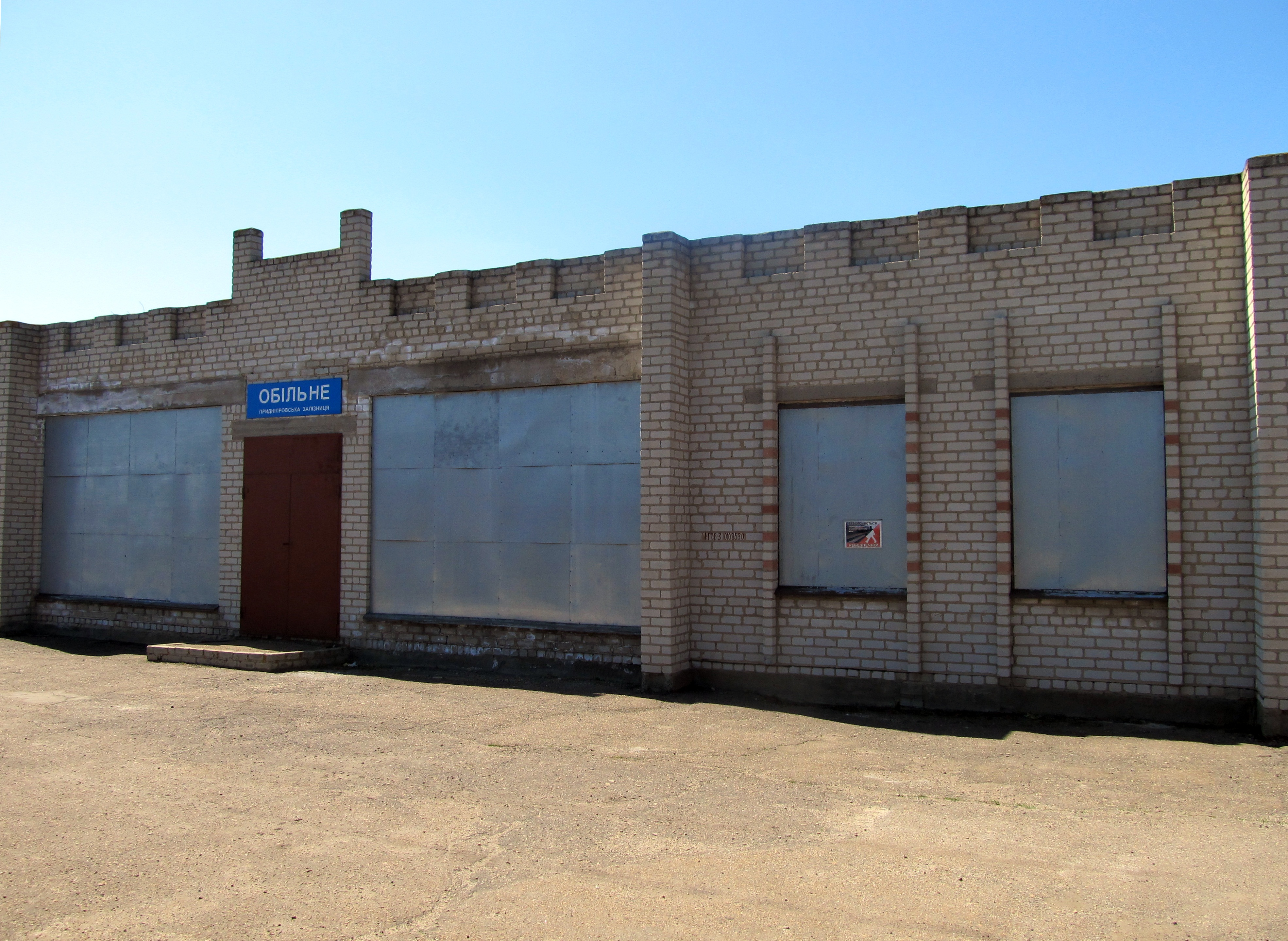
Здание на платформе
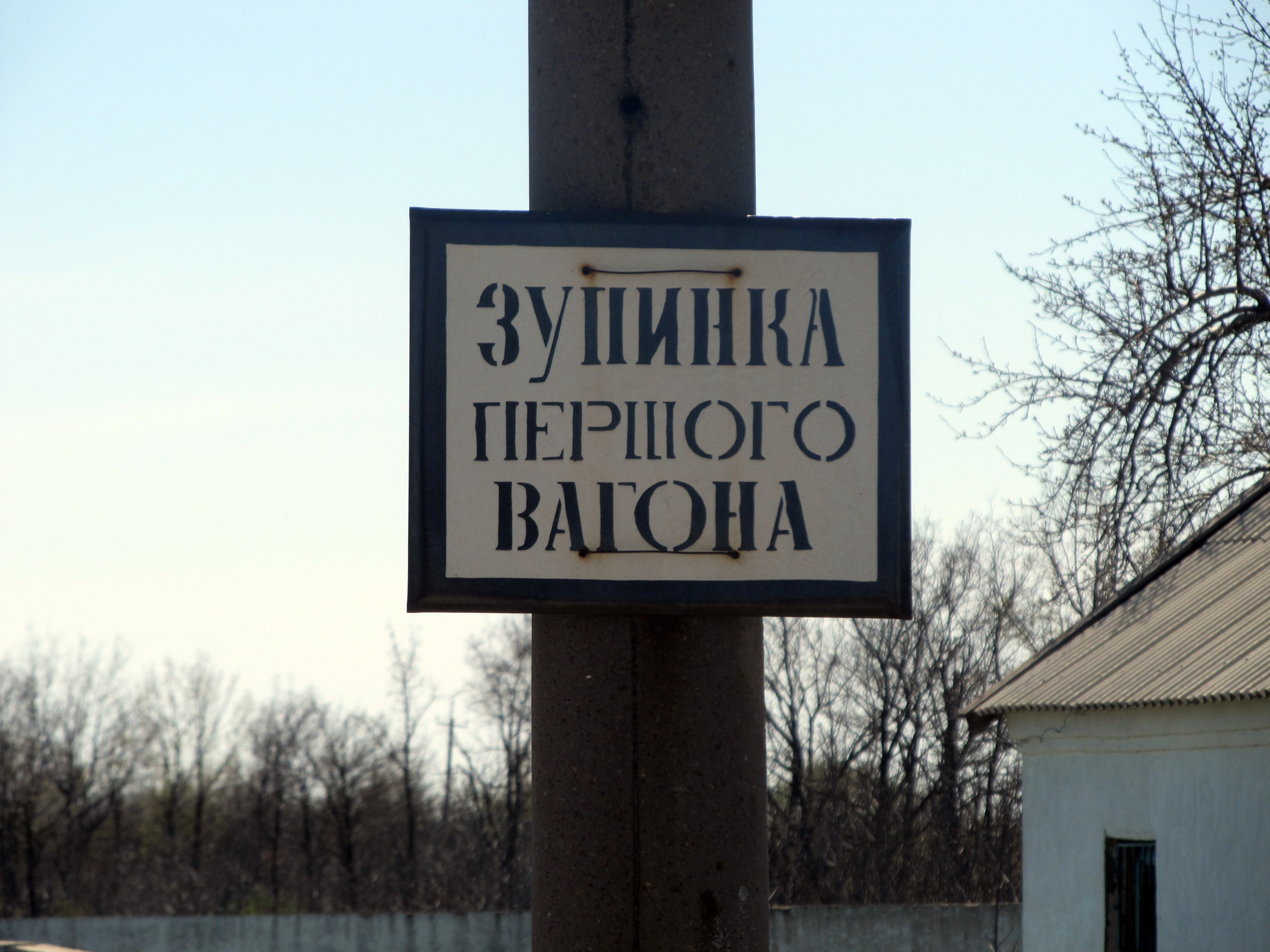
знак на перроне: «Остановка первого вагона»
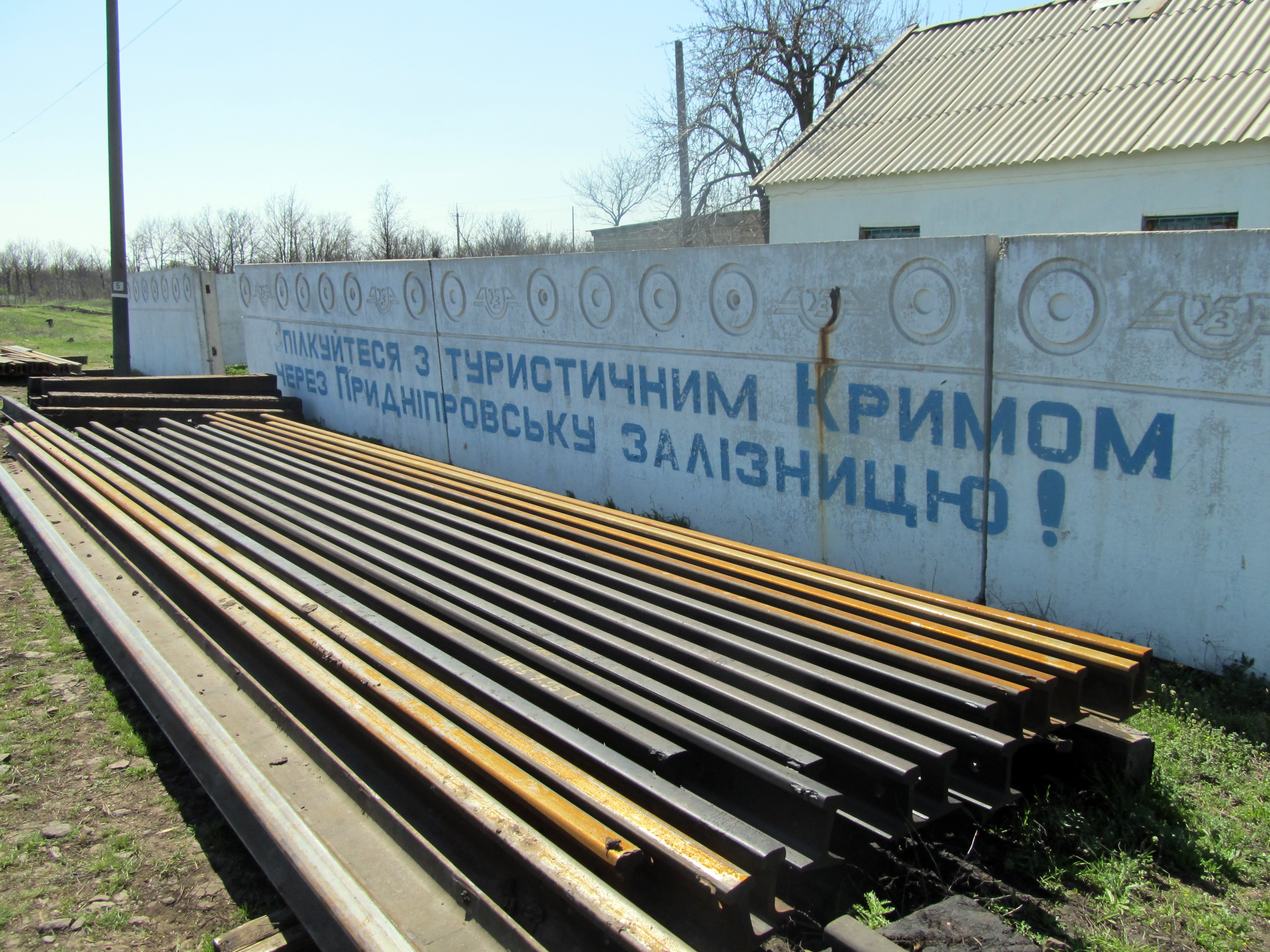
забор с рекламой Приднепровской железной дороги